# ساچله
شهر ساچله (به رومانیایی: Săcele) در شهرستان براشوو در کشور رومانی واقع شده‌است. جمعیت این شهر ۲۹٬۹۶۷ نفر  است.